# Авондејл (Пенсилванија)
Авондејл (енгл. Avondale) град је у америчкој савезној држави Пенсилванија.

## Демографија
По попису из 2010. године број становника је 1.265, што је 157 (14,2%) становника више него 2000. године.
| Група             | 2000.       | 2010.       |
| Белци             | 498 (44,9%) | 388 (30,7%) |
| Афроамериканци    | 184 (16,6%) | 113 (8,9%)  |
| Азијати           | 3 (0,3%)    | 10 (0,8%)   |
| Хиспаноамериканци | 422 (38,1%) | 746 (59,0%) |
| Укупно            | 1.108       | 1.265       |